# Engum Sogn

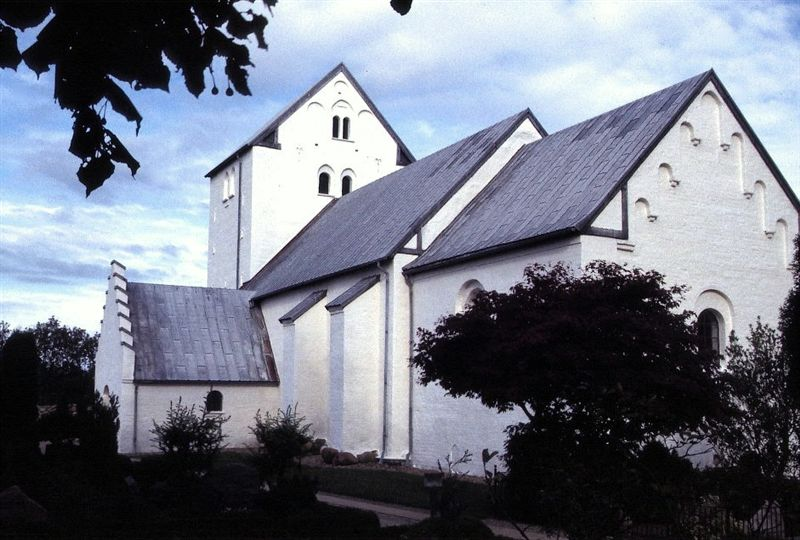
Engum Kirke

Engum Sogn ist eine Kirchspielsgemeinde (dän.: Sogn) im südlichen Dänemark. Bis 1970 gehörte sie zur Harde Hatting Herred im damaligen Vejle Amt, danach zur Vejle Kommune im erweiterten Vejle Amt, die im Zuge der  Kommunalreform zum 1. Januar 2007 in der „neuen“  Vejle Kommune in der Region Syddanmark aufgegangen ist.
Im Kirchspiel leben 3137 Einwohner (Stand:1. Januar 2023). Im Kirchspiel liegt die Kirche „Engum Kirke“, deren Orgel von Amdi Worm erbaut wurde und die dieser als Organist spielte.
Nachbargemeinden sind im Westen Bredballe Sogn und Hornstrup Sogn sowie auf dem Gebiet der nordöstlich benachbarten Hedensted Kommune im Norden Øster Snede Sogn, im Nordosten Hedensted Sogn und im Osten Daugård Sogn.